# Michael Dibdin
Michael Dibdin (* 21. März 1947 in Wolverhampton; † 30. März 2007 in Seattle, USA) war ein englischsprachiger Krimi-Autor und Schriftsteller. Seine Werke sind in zahlreiche Sprachen übersetzt worden.

## Leben
Dibdin ging in Nordirland und Schottland in die Schule, studierte in England und Kanada und unterrichtete an der Universität Perugia fünf Jahre englischsprachige Literatur. Bis zu seinem Tode lebte er in Seattle, USA.

## Werke
Bekannt wurde Dibdin für seine Kriminalromane über Aurelio Zen, einen in Venedig geborenen und in Rom wohnenden Polizeikommissar. Alle elf Krimis mit dem Serienhelden spielen in verschiedenen italienischen Städten (Perugia, Rom, Venedig, Neapel, Bologna) oder italienischen Regionen (Sardinien, Sizilien, Piemont, Toskana, Südtirol, Kalabrien). Sie beziehen das dort herrschende soziale, politische und kriminelle (Camorra, Mafia) Umfeld ein.
Drei Krimis wurden bisher in einer 1. Staffel der TV-Serie Zen nach dem Drehbuch von Simon Burke verfilmt: Vendetta, Cabal und  Ratking. Rufus Sewell in der Hauptrolle verkörpert Aurelio Zen. Die Erstausstrahlung der Filme erfolgte 2011 durch die BBC. Das Zweite Deutsche Fernsehen (ZDF), das Koproduzent neben der italienischen Mediaset war, strahlte die Miniserie vom 8.–10. Januar 2013 mit den Titeln „Vendetta“, „Himmelfahrt“ und „Entführung auf Italienisch“ aus.
Daneben hat Dibdin Psychothriller und Romane geschrieben, die in England und in den USA spielen. Für Himmelfahrt erhielt er 1994 den renommierten Grand prix de littérature policière.

## Auszeichnungen
- 1988: Crime Writer’s Association Macallan Gold Dagger for Fiction (1988) für Ratking
- 1994: Grand prix de littérature policière für Cabele (Originaltitel: Cabal, dt.: Himmelfahrt)
- 1994: Deutscher Krimi Preis 2. Platz für Schmutzige Tricks
- 1997: Finnischer Krimipreis für „sein beachtliches und vielfältiges Werk“